# 豊中市立桜塚小学校
豊中市立桜塚小学校（とよなかしりつ さくらづかしょうがっこう）は、大阪府豊中市北桜塚二丁目にある公立小学校。
豊能郡克明尋常小学校（現在の豊中市立克明小学校）より分離し、1924年に開校した。

## 沿革

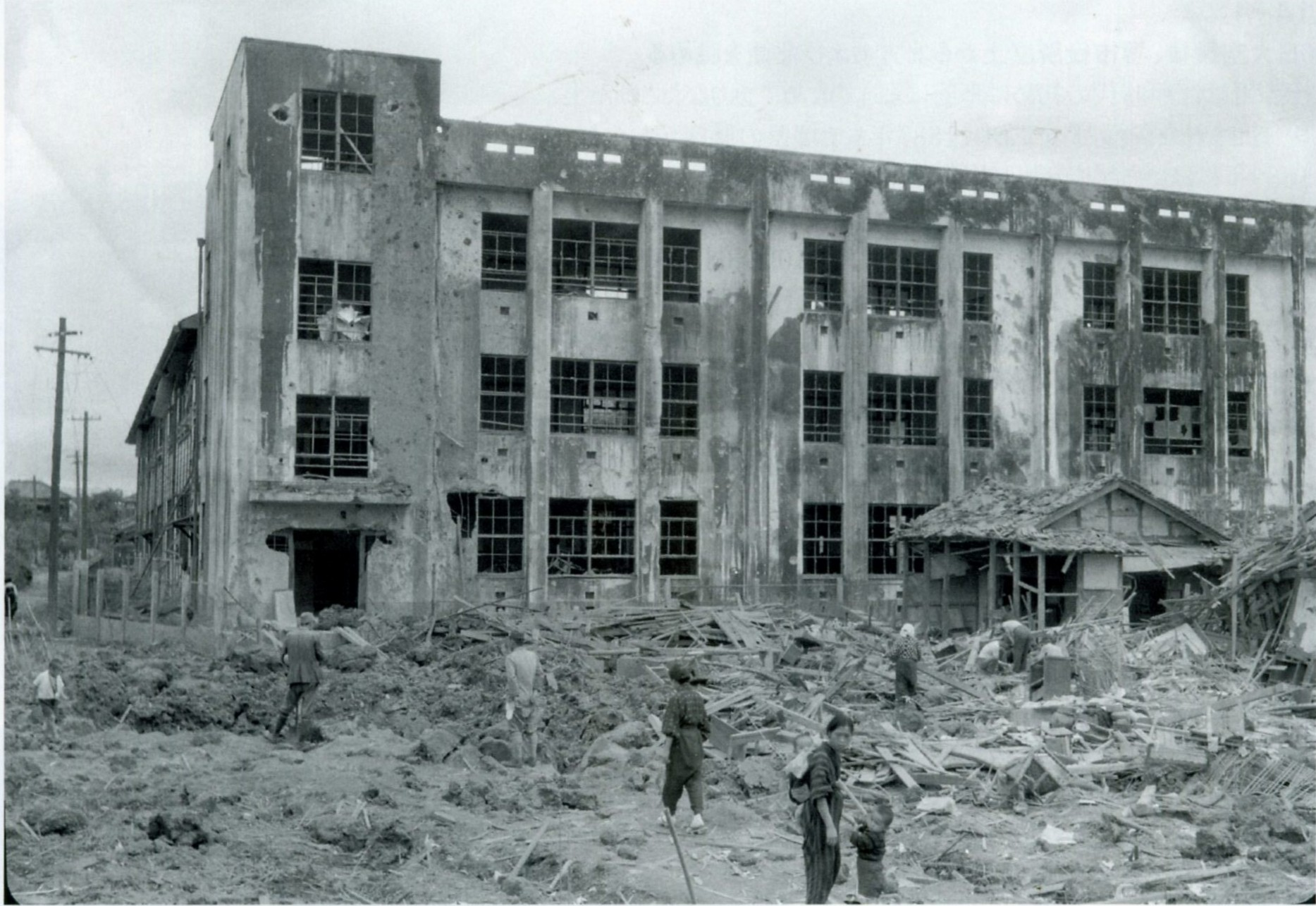
1945年(昭和20年)6月7日の第3回大阪大空襲で被災した桜塚国民学校(当時)

- 1924年4月1日 - 豊能郡克明第二尋常小学校として創立。
- 1935年4月1日 - 高等科を併設。豊能郡克明第二尋常高等小学校に改称。
- 1936年10月15日 - 豊中市の市制施行により、豊中市克明第二尋常高等小学校に改称。
- 1941年4月1日 - 国民学校令により、豊中市桜塚国民学校に改称。
- 1947年4月1日 - 学制改革により、豊中市立桜塚小学校に改称。
- 1952年4月1日 - 豊中市立南桜塚小学校を分離。
- 1962年4月 - 大阪府教育委員会から、学校教育優良校として表彰を受ける。
- 1969年12月 - 給食の運営優秀として、文部大臣表彰を受ける。

## 通学区域
- 豊中市 岡上の町1丁目～4丁目、北桜塚1丁目～4丁目の全域。
- 豊中市 中桜塚1丁目(1-10番)・2丁目(1-20・26-29)・3丁目(1-6番)・4丁目(1-6番)・5丁目(2・11-14番)[1]。

卒業生は基本的に豊中市立第三中学校へ進学する。

## 周辺
- 豊中郵便局
- 豊中市消防本部
- 大門公園

## 交通
- 阪急宝塚線 豊中駅 南東へ約700m。